# Шанс (телесеріал, 2016)
«Шанс» (англ. Chance) — американський телесеріал 2016—2017 років, знятий за мотивами однойменного роману Кема Нанна ним самим і Александрою Каннінгем. Головну роль виконує Г'ю Лорі.
Дві перших серії вийшли 19 жовтня 2016 року на сайті Hulu. 9 січня 2018 року стало відомо, що Hulu вирішив не продовжувати серіал на третій сезон.

## Сюжет
Сюжет заснований на історії судового психоневролога із Сан-Франциско Елдона Шанса. На службі доктор стикається з важкими випадками психічних розладів. Одна із його пацієнток, Жаклін Блекстоун — жертва домашнього насильства, яку переслідує і б'є чоловік. Елдон підозрює, що Реймонд Блекстоун замішаний у вбивстві, але, як виявляється, він офіцер поліції.
Сімейне життя Шансу не влаштоване. Він переживає розлучення, розділ майна і змушений шукати спільну мову зі своєю дочкою, складним підлітком.

## Акторський склад
- Г'ю Лорі — доктор Елдон Шанс
- Ітан Саплі — Ді / Даріус Прінгл
- Ґретчен Мол — Жаклін Блекстоун (Паттерсон)
- Пол Адельштейн — Реймонд Блекстоун
- Даян Фарр — Крістіна Шанс
- Стефанія Оуен — Ніколь Шанс
- Ліза Гей Гемілтон — Сюзанна Сільвер
- Грета Лі — Люсі
- Кларк Пітерс — Карл